# シャルル＝アンジュ・レザン
シャルル＝アンジュ・レザン（仏: Charles-Ange Laisant、1841年11月1日 - 1920年5月5日
）はフランスの政治家、数学者。アンドル県に生まれ、エコール・ポリテクニークで軍事工学者として学んだ。フリーメイソンかつ自由社会主義者である。Laisantはレイザン、レーザンとも。

## 政治
パリ攻囲戦でイシー＝レ＝ムリノーの城塞の防衛に参加した。1873年、コルシカ島とアルジェリアの軍に派遣された。1876年、共和党のナント代表の代議院議員になるため、軍を辞職した。1879年、新聞 Le Petit Parisien の編集者になった。エルネスト・クルトー・ド・シセへの名誉棄損で重い罰金刑を課せられたこともあった。

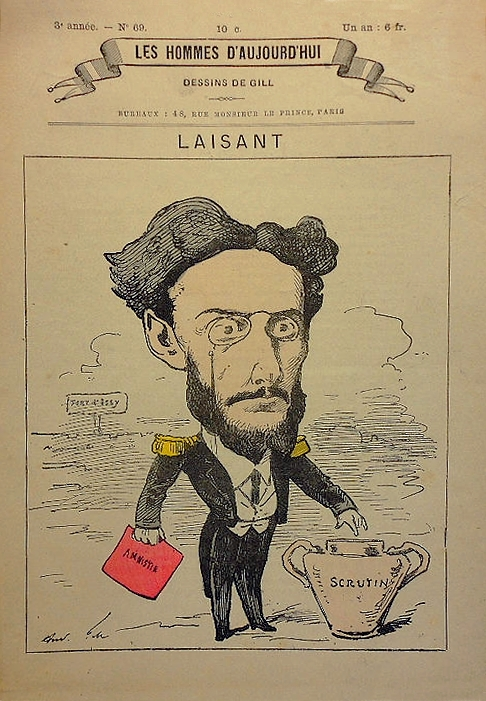
アンドレ・ジルによる、レザンの風刺画（1879）。Les Hommes d'aujourd'huiの69号より。

代議院で、彼は主に軍事の問題を話し、軍の立法の検討委員会長になった（1887年、全種類の免除廃止の認可案の棄却が決定されたため退任した）。その後ジョルジュ・ブーランジェの修正主義政策の支持をして、愛国者同盟に加入した。1887年、政治冊子として Pourquoi et comment je suis Boulangiste 、 L'Anarchie bourgeoise を出版した。1889年、パリの18区の愛国主義党議員に選ばれた。

## 数学
1893年以降、レザンは再選を望まず、数学に力を注いだ。1874年には、すでに双曲線関数の研究論文と、（レザン独自の双曲線の項を付け加えた）ジュスト・ベラディウスの同方向等長性の主要論文の仏語翻訳版を出版している。幾何代数の分野では、2つの論文 Introduction à la Méthode des Quaternions （1881）と Théorie et applications des equipollences (1887）を出版している。また1894年、エミール・ルモワーヌとともに雑誌 L'Intermédiaire des mathématiciens を創設した。1888年にはフランス数学会長に就任していた。
四元数のジュール・オユエルの教科書の要約を書いた。同方向等長性に関する文では、ベラディウスの方法の拡張を示した。
エコール・ポリテクニークの従業員として、1903年から1904年の間には French Association for the Advancement of Science の代表を務めた。
他にも1899年にアンリ・フェールと教育雑誌 L'Enseignement Mathématique を創設し、これは1909年に国際数学教育委員会の正式な雑誌になった。